# Bartolomeo da Bologna
Bartolomeo da Bologna, auch Barholmaeus Parvus, OP (* in Bologna; † 15. August 1333 im Kloster St. Astvatsatsin, heute Aserbaidschan) war ein italienischer Missionar und Geistlicher. Er war Gründer der katholischen Mission in Armenien und wird auch als Apostel Armeniens bezeichnet.

## Leben
Bartolomeo trat Ende des 13. Jahrhunderts in den Dominikanerorden ein. Er studierte in Bologna. Er war als Theologe und Prediger bekannt.
Papst Johannes XXII. wollte die Spaltung zwischen römisch-katholischer Kirche und Armenisch-Apostolischer Kirche beilegen und die Gemeinschaft wiederherstellen. Aus diesem Grund unterstützte und förderte er dominikanische Mission in den von Armeniern bewohnten Regionen. Bartolomeo wurde zum Leiter einer kleinen Gruppe dominikanischer Missionare gewählt, die Johannes XXII. nach Armenien entsandte.
Er wurde zum Bischof von Maragha, östlich des Urmiasees geweiht. In Begleitung verschiedener Gefährten traf der neue Missionsbischof (1318–1320) in dem ihm zugewiesenen Gebiet ein. Er lernte die armenische Sprache, baute ein Kloster für seine Dominikanerkollegen und begann mit deren Hilfe zu predigen. Bartolomeos Predigten waren so erfolgreich, dass viele Heiden und Muslime konvertierten und viele armenisch-orthodoxe Christen der katholischen Kirche beitraten.
Bartolomeos Ruf für Heiligkeit und Lehre verbreitete sich schnell und gelangte zur Kenntnis einer Gruppe armenischer Mönche, die die Einheit mit Rom anstrebten. Das Oberhaupt dieser Mönche war der gelehrte Johannes von Kherna (Kherni), Oberer eines Klosters in der Nähe von Kherna im Bezirk Erentschag (heute Alenja), unweit von Naxçıvan. Johannes war ein Schüler des berühmten Theologen Esayi di Nič’, an dessen Schule 370 Doktoren der Theologie ausgebildet wurden.
Im Jahr 1328 machte sich Johannes von Kherna zu Bischof Bartolomeo auf. Bei diesem blieb er anderthalb Jahre und wurde ein glühender Befürworter der Vereinigung mit der katholischen Kirche. Gemeinsam gingen sie nach Kherna und Bartolomeo predigte den Mönchen. Eine große Zahl von Ordensleuten schloss sich Johannes von Kherna an und erkannte die Autorität des Heiligen Stuhls an. Um die Union zu fördern, gründete Johannes 1330 mit Zustimmung von Bartolomeo eine religiöse Kongregation namens Fratres Unitores, die sich später dem Dominikanerorden anschlossen. In dieser Zeit wurde Bartolomeo Bischof von Naxçıvan. Die Stadt lag mehr im Zentrum von Armeniens und ermöglichte ihm eine effizientere Arbeit. Er übersetzte eine Reihe lateinischer Werke in die armenische Sprache, darunter den Psalter, verschiedene Abhandlungen des heiligen Augustinus, die Summa contra Gentiles des heiligen Thomas von Aquin und einen Teil der Summa Theologiae. Er verfasste auch mehrere eigene Schriften, insbesondere ein Werk zur Kasuistik und eine Abhandlung über die Sakramente.